# Moritzburger Teiche

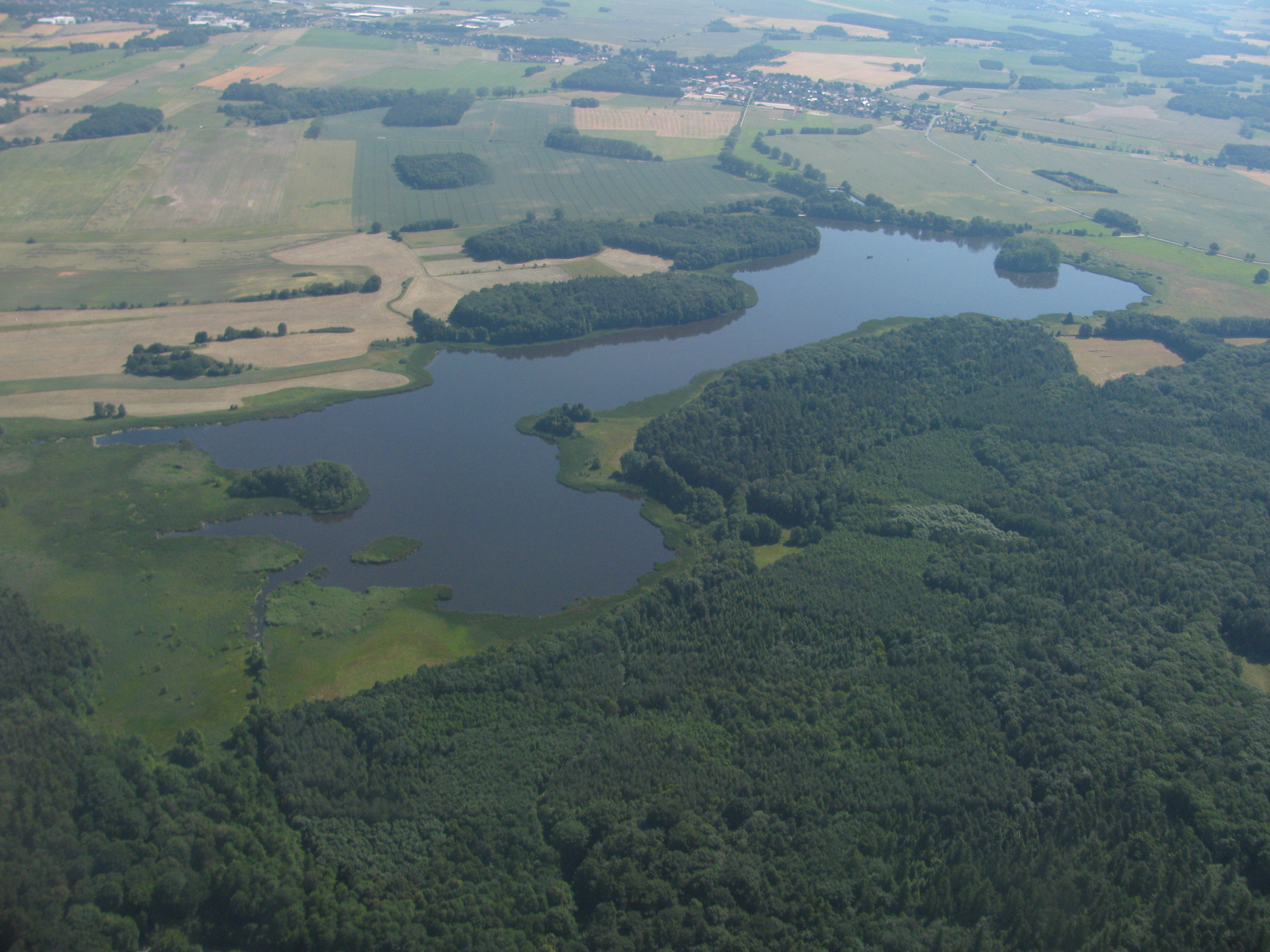
Der Frauenteich aus der Vogelperspektive

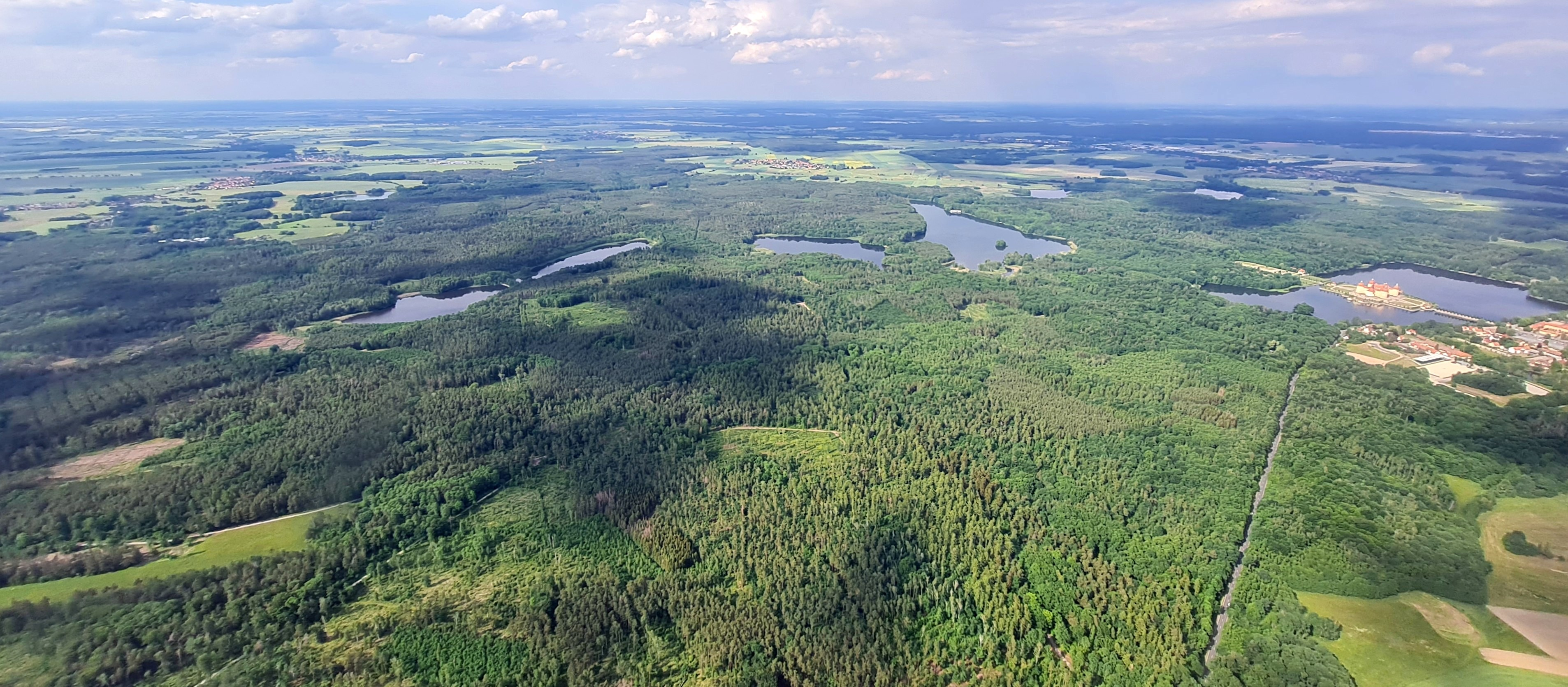
V. l. n. r.: Oberer Altenteich, Unterer Altenteich, Sophienteich, Mittelteich, Schlossteich

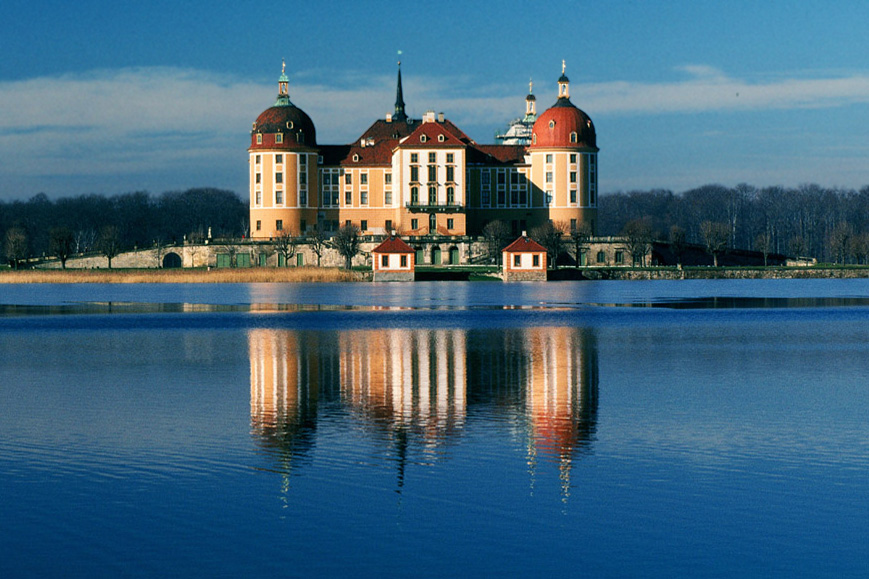
Schloss Moritzburg und der Schlossteich

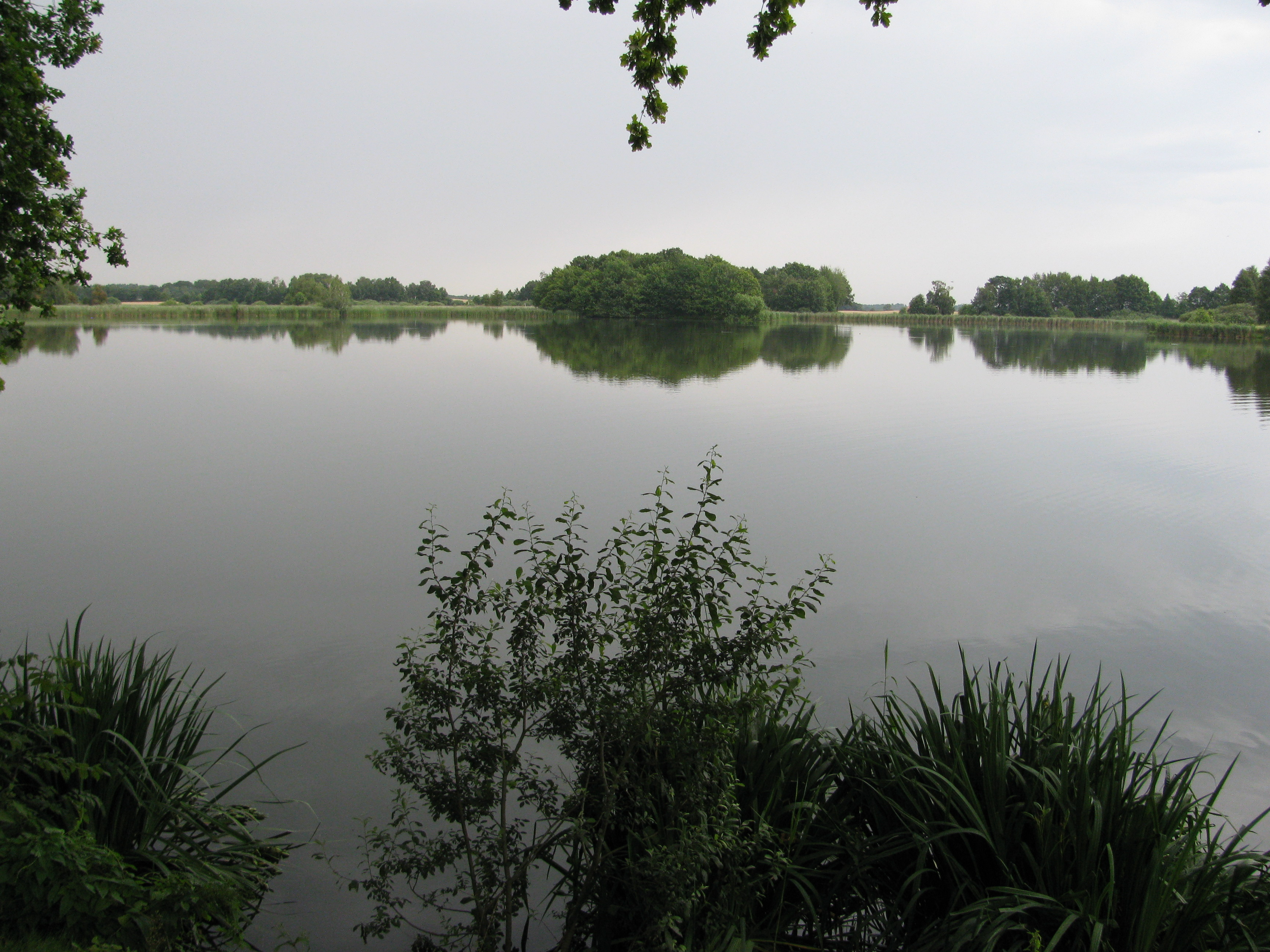
Dippelsdorfer Teich

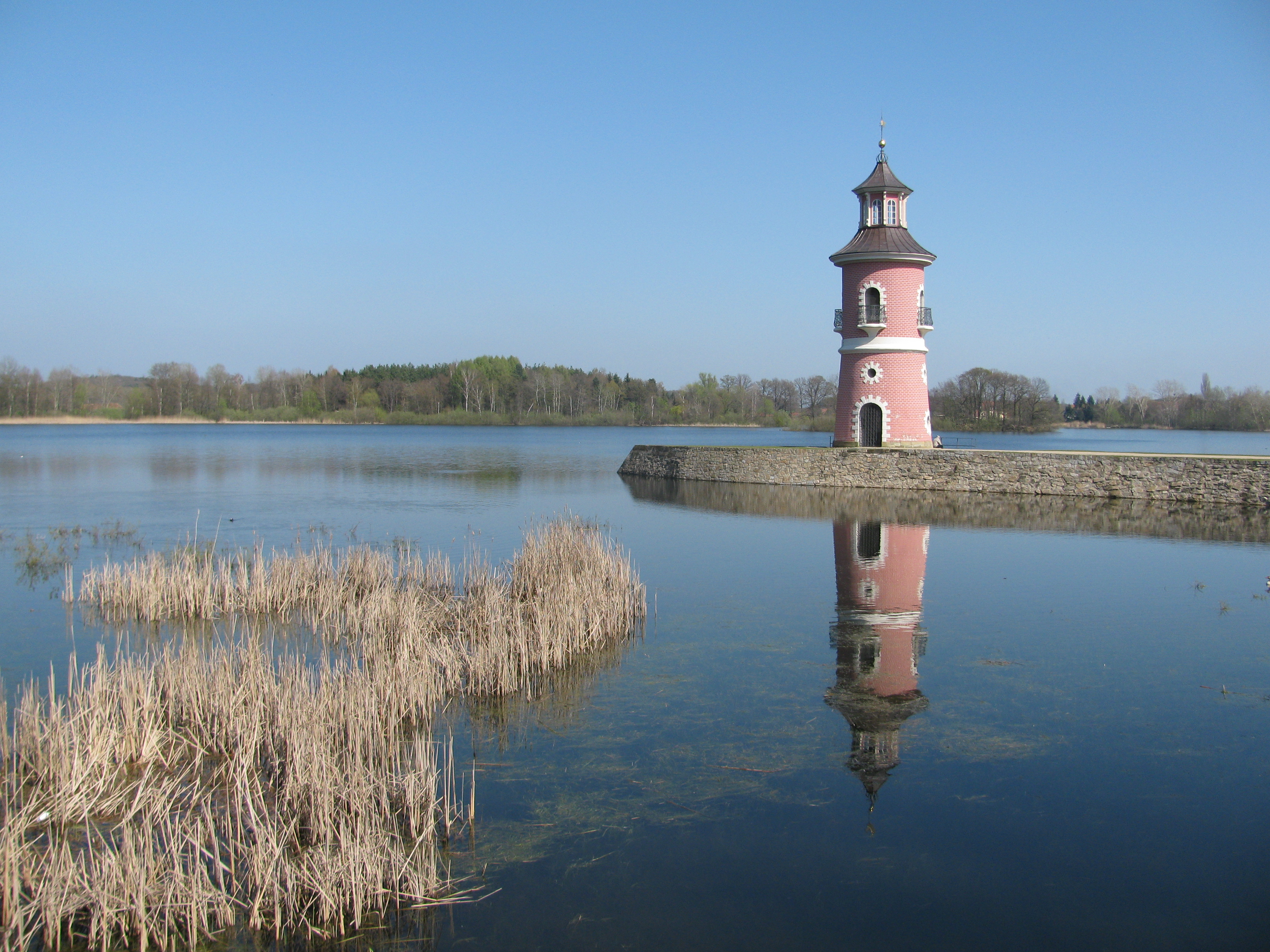
Niederer Großteich Bärnsdorf mit dem Leuchtturm Moritzburg

Die Moritzburger Teiche sind ein Teichgebiet um Moritzburg nördlich von Dresden in Sachsen. Sie gehören zum Landschaftsschutzgebiet (LSG) Friedewald, Moritzburger Teichgebiet und Lößnitz.

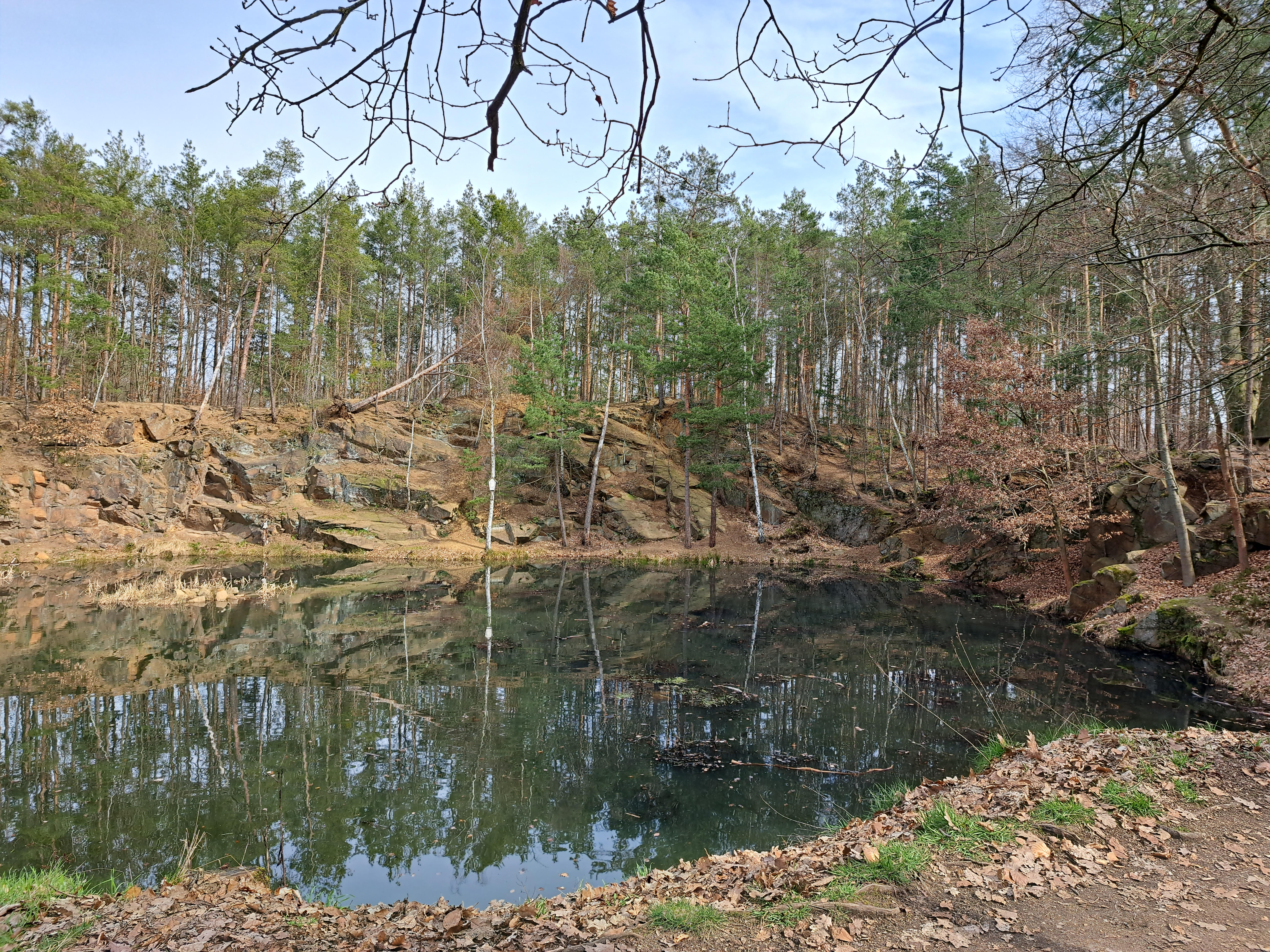
Seerosenteich Coswig

## Verzeichnis der Teiche

### Haupt- oder Schlossteichgruppe
- Schlossteich
- Mittelteich
- Sophienteich
- Unterer Altenteich
- Oberer Altenteich
- Bauerteich
- Schösserteich
- Frauenteich
- Luisenteich
- Niederer Großteich
- Oberer Großteich
- Schwanenteich

### Dippelsdorf
- Dippelsdorfer Teich

### Südöstlich von Moritzburg
- Oberer Waldteich
- Niederer Waldteich
- Johann-Georgen-Teich
- Steingrundteich
- Fischerteich (stark verlandet)
- Jägerteich

### Köckritzteichgruppe bei Steinbach
- Köckritzteich
- Silberteich
- Furtteich
- Neuteich (bei Steinbach)

### Oberauer Teiche
- Großteich
- Neuteich (bei Oberau)

### Coswig und Weinböhla
- Funkenteich
- Kapellenteich
- Illschenteich

### Sonstige Teiche

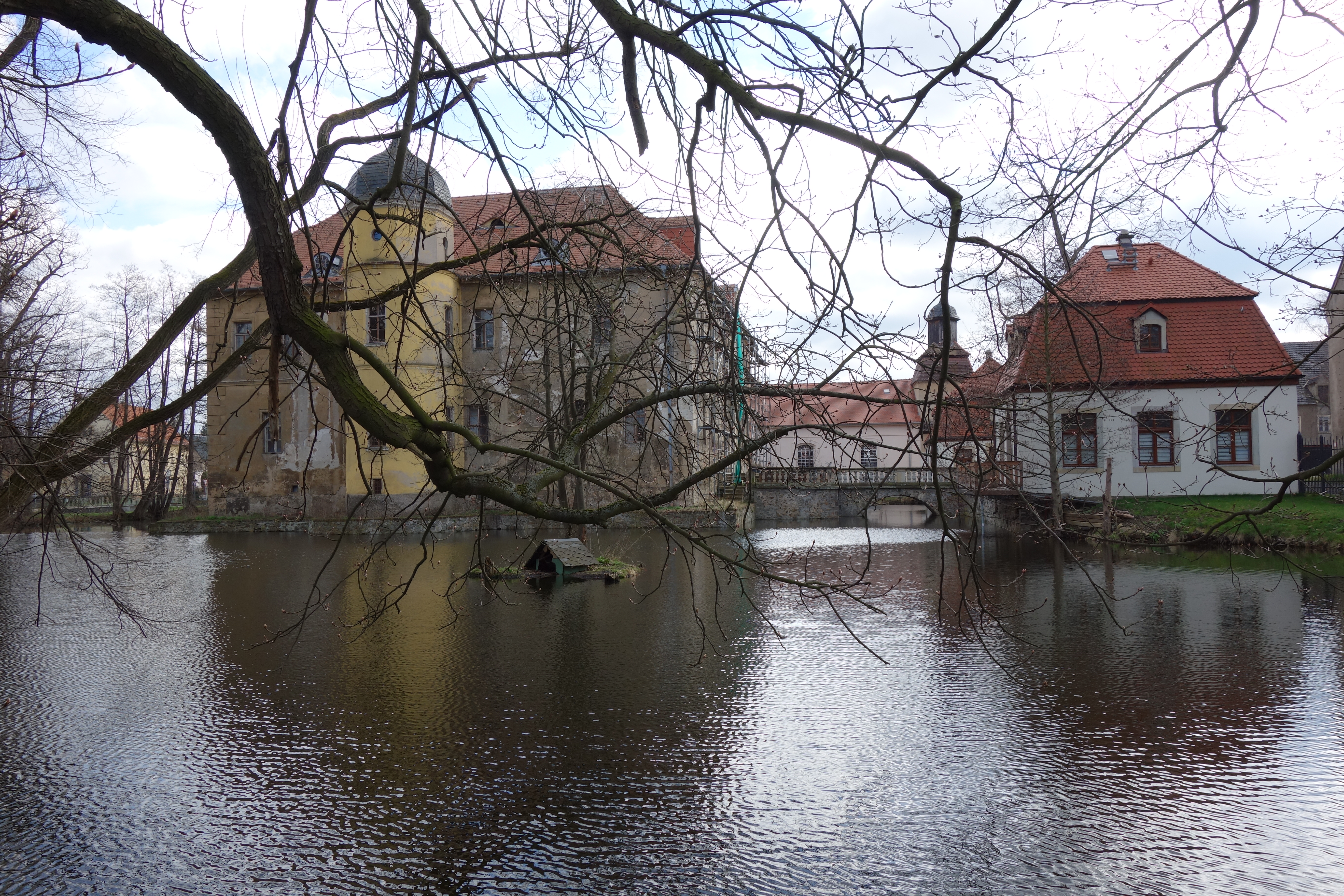
Schlossteich in Berbisdorf mit dem Wasserschloss

Die Zuordnung zu den Moritzburger Teichen ist wegen ihrer geringen Größe, ihrer peripheren Lage, ihres Verlandungsgrades oder ihrer Genese (Kiesgrube, Steinbruch) zweifelhaft.
- Saupfütze Moritzburg
- Teich hinter Adams Gasthof, Moritzburg
- Farrenteiche Bärnsdorf
- Schlossteich Berbisdorf
- Weitere Teiche in Berbisdorf
- Dorfteich Bärnsdorf
- Föhrenteich Volkersdorf
- Weitere Teiche in Volkersdorf
- Heidehofteich, Steinbach (zu Gemarkung Weinböhla)
- Kleiner Heidehofteich, Steinbach
- Gemeindeteich Oberau
- Waldbad Oberau
- Steinteich Oberau
- Zinkteich Oberau
- Merzteich Oberau
- Fuchsteich Oberau
- Gondel- oder Mühlteich Buschmühle

- Seerosenteich Coswig (Restloch)
- Weißfischelteich Coswig

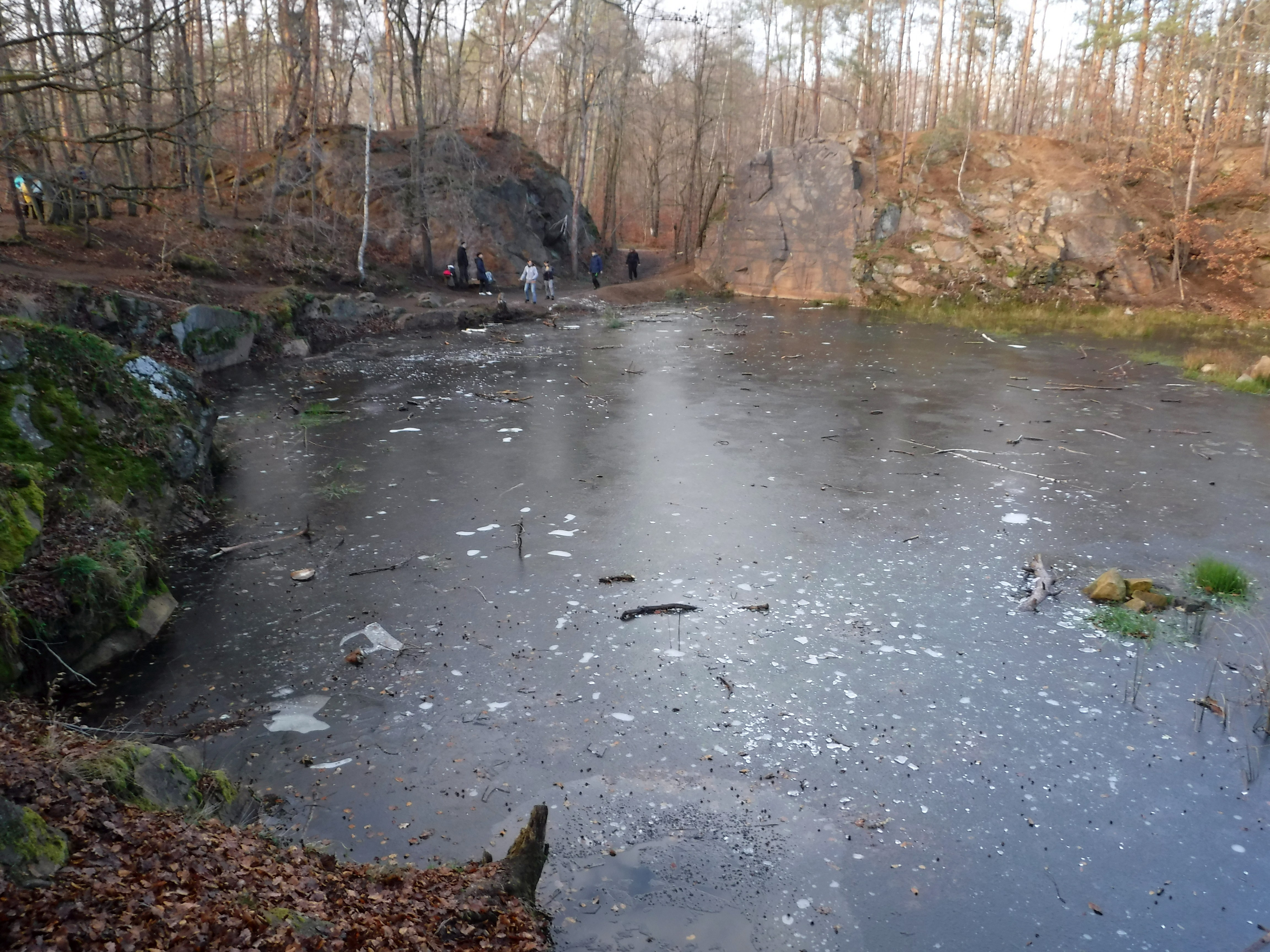
Seerosenteich Coswig

- Kiesgrube Abzweig Mistschänke (Restloch)
- Kiesgrube Berbisdorf (Restloch)
- Rohrteich bei Steinbach (verlandet, Gemarkung Naunhof)
- Stöcketeich Moritzburg (verlandet)
- ein verlandeter Teich etwa 1/2 km westlich des Oberen Altenteiches